# Konstantinos Economidis
Konstantinos Economidis (Tessalônica, 2 de Novembro de 1987) é um tenista profissional grego. Foi número 1 da Grécia durante o início do século XXI.

## Grand Slam Resultados
| Torneio          | 1998 | 1999 | 2000 | 2001 | 2002 | 2003 | 2004 | 2005 | 2006 | 2007 | 2008 | Carreira V-D | Vitórias-Derrotas |
| ---------------- | ---- | ---- | ---- | ---- | ---- | ---- | ---- | ---- | ---- | ---- | ---- | ------------ | ----------------- |
| Grand Slams      |      |      |      |      |      |      |      |      |      |      |      |              |                   |
| Australian Open  | -    | -    | -    | -    | -    | -    | -    | -    | -    | -    | 1R   | 0 / 1        | 0–1               |
| Aberto da França | -    | -    | -    | -    | -    | -    | -    | -    | -    | 2R   |      | 0 / 1        | 1–1               |
| Wimbledon        | -    | -    | -    | -    | 1R   | 1R   | -    | -    | -    | -    |      | 0 / 2        | 0–2               |
| US Open          | -    | -    | -    | -    | Q2   | -    | Q2   | -    | -    | Q1   |      | 0 / 0        | 0–0               |